# Josef Feinhals (Unternehmer)
Joseph Feinhals, auch Josef Feinhals, latinisiert genannt Collofino (* 31. Dezember 1867 in Köln; † 1. Mai 1947 auf Schloss Randegg, Hegau) war ein deutscher Unternehmer (Tabakhändler), Kunstmäzen und Sammler aus Köln. Feinhals war ein Förderer der Rheinischen und Kölner Kunst- und Kulturszene und initiierte große Kunstausstellungen.

Warenzeichen der Zigarrenmarke Jos. Feinhals

## Leben
Seine Eltern waren Joseph (1835–1907) und Josephine Feinhals, geb. Hagen (1840–1921). Beide eröffneten am 15. September 1861 zunächst in der Hohe Straße 6 (Unter Pfannenschläger) ein exklusives Geschäft für Tabak und Rauchbedarf, der erste deutsche Laden dieser Art mit über 1000 Sorten. Einer ihrer beiden Söhne war Joseph Feinhals. Sein Abitur legte er 1885 am humanistischen Friedrich-Wilhelm-Gymnasium (Köln) ab. Er studierte Nationalökonomie in Genf, machte zwischen 1887 und 1889 eine Lehre in einer Zigarrenfabrik in Bremen und ging dann in Zigarrenfabriken auf Kuba und nach New York City. Sein jüngerer Bruder, der Opernbariton Fritz Feinhals, entschied sich früh für eine Gesangskarriere und interessierte sich nicht für das elterliche Geschäft. Im Jahre 1897 machte der Vater den älteren Sohn zum Teilhaber der Firma, 1907 wurde er Chef. Die Mutter führte das Geschäft als Witwe ab 1907 weiter und übertrug es 1911 an den Sohn Joseph als Alleininhaber.

Geschäftshaus Feinhals, Köln, 1890

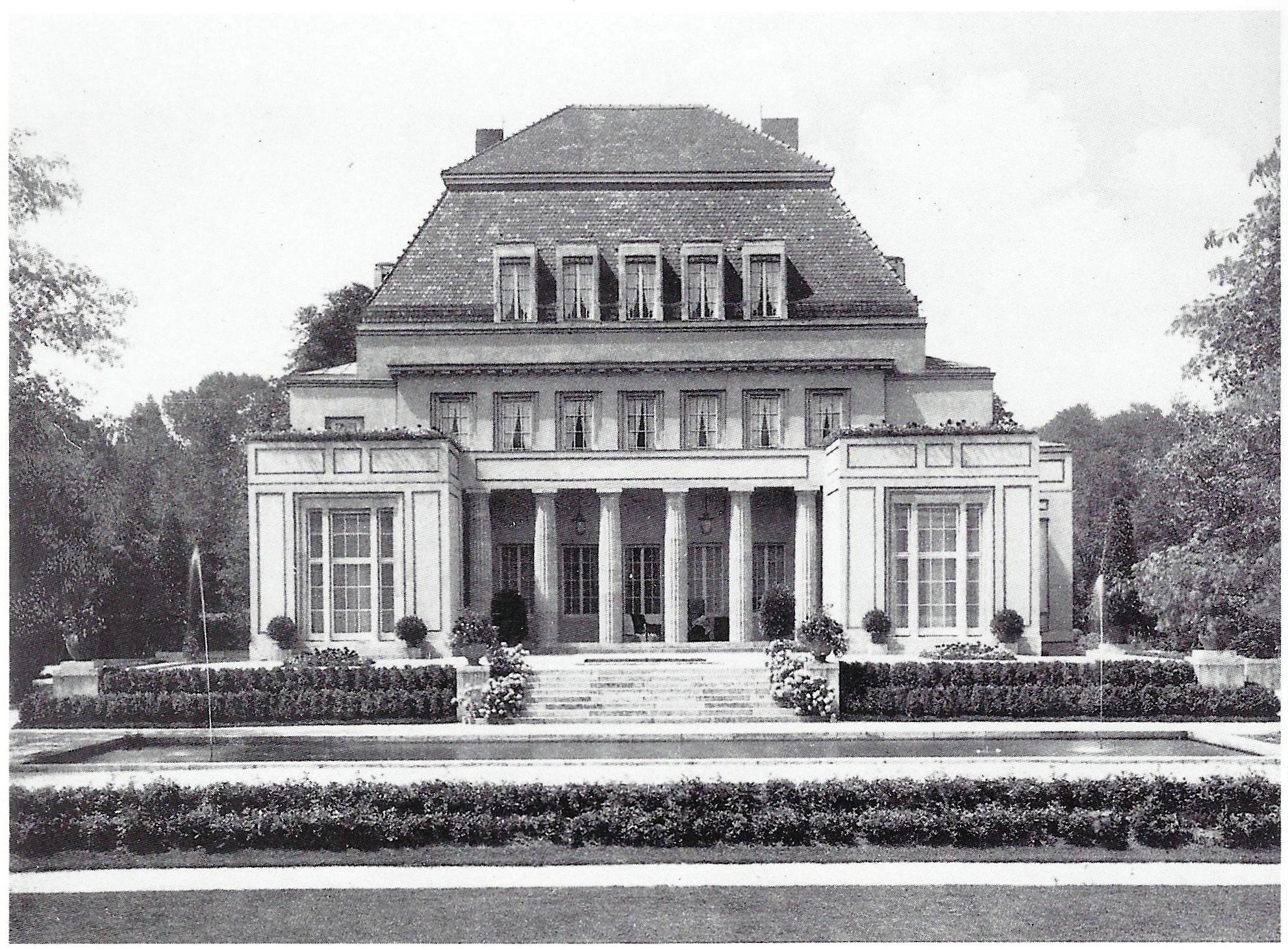
Haus Feinhals, Köln-Marienburg, Gartenseite, 1911

Nachdem das alte Gebäude in der Hohe Straße im Jahre 1889 abgebrochen wurde, erfolgte am 28. Juni 1890 der Umzug in den von Kayser & von Groszheim errichteten prachtvollen Neubau auf dem Eckgrundstück Hohe Straße 63 / Schildergasse. Hier wurde er zu einer der ersten deutschen Händler, die Havanna-Zigarren auf den Markt brachten. Seine Schaufenster gehörten zu den künstlerischen Sehenswürdigkeiten der Stadt. Ab etwa 1903 wurde er Königlich bayerischer Hoflieferant. Für die künstlerische Gestaltung seiner Tabakwarenverpackungen engagierte er namhafte Graphiker und Künstler wie F. H. Ehmcke, O. H. W. Hadank, E. R. Weiß, Erich Simon, Erwin Hahs, Joseph Maria Olbrich und Friedrich Wilhelm Kleukens.
Sein geschäftlicher Erfolg ermöglichte ihm den Bau einer prachtvollen Villa mit einer dorischen Säulenhalle als Portikus in der Villenkolonie des Kölner Stadtteils Marienburg, Lindenallee 3, die nach Entwürfen von Joseph Maria Olbrich (Gebäude), Max Laeuger (Gartenanlage) und Bruno Paul (Inneneinrichtung) 1909 fertiggestellt wurde.
Ende Februar 1909 lernte er Hermann Hesse kennen, der im Düsseldorfer Schauspielhaus aus seinen Werken las. Zwischen beiden entwickelte sich ein reger Briefwechsel. Hesse übernachtete in der Villa Feinhals anlässlich einer Lesung im Januar 1914 in Duisburg. Hermann Hesse lässt Feinhals mehrfach als „Collofino“ auftreten, und zwar in seinen Erzählungen Klingsors letzter Sommer (1919), Die Morgenlandfahrt (1932) und in seinem 1943 erschienenen Roman Das Glasperlenspiel. Diese wörtliche Latinisierung des Namens Feinhals stammte jedoch nicht von Hesse, sondern kommt bereits im Raucherlied „Munkepunkes Saturnalien“ von Alfred Richard Meyer vor. 1910 schuf Bruno Paul das Familiengrab auf dem Kölner Melaten-Friedhof. 1912 ließ sich Feinhals von ihm die Inneneinrichtung seines Büros in der Hohe Straße 59–61 entwerfen.

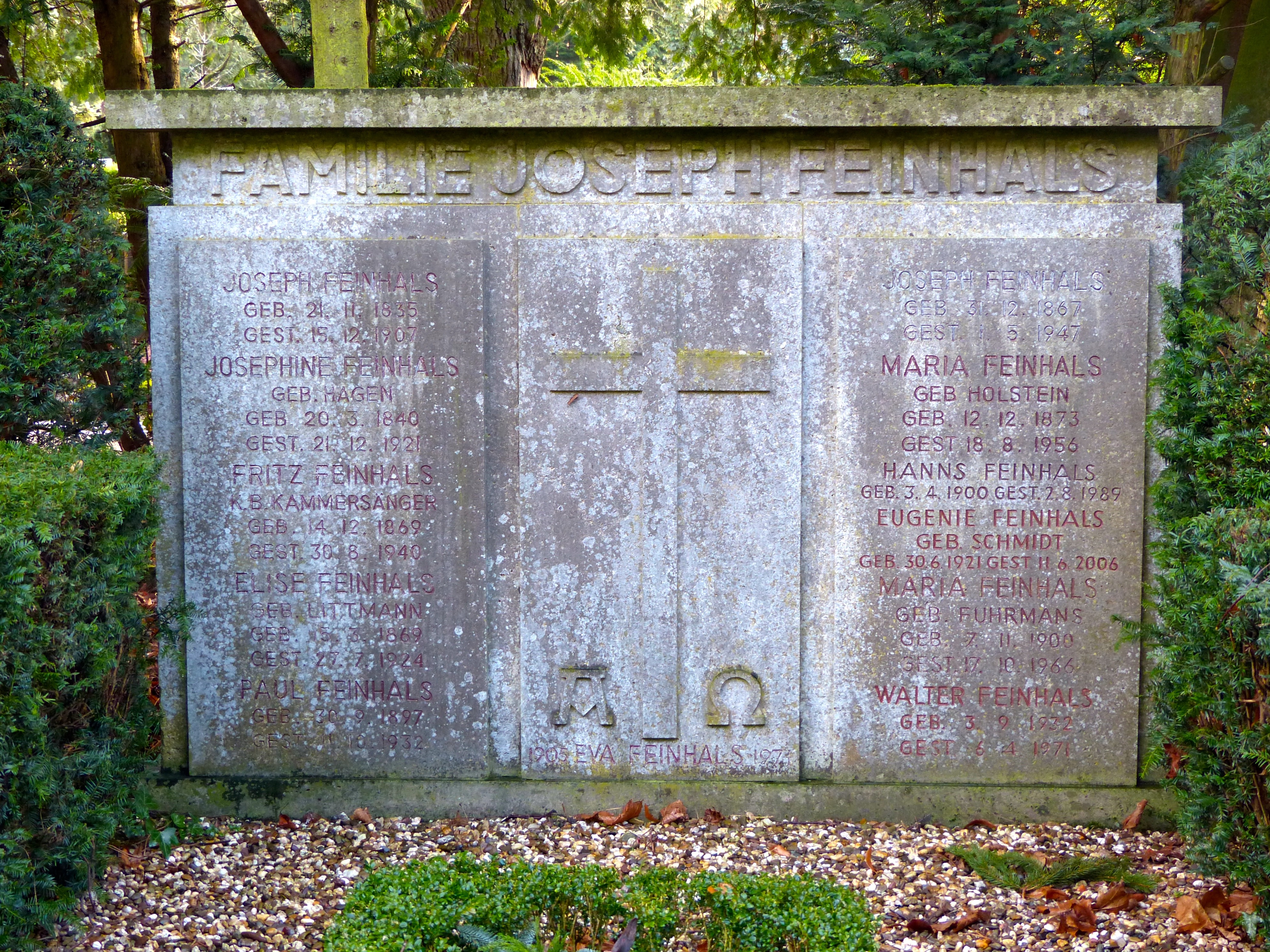
Familiengrab Joseph Feinhals auf dem Melaten-Friedhof

## Kunstmäzen und Förderer
Feinhals wurde zu einer Schlüsselfigur des Kölner Kulturlebens. Als Mäzen förderte er unter anderem Otto Freundlich, der 1919 für seinen Förderer das Mosaik Die Geburt des Menschen schuf. Es war ursprünglich für die Villa Feinhals gedacht, ist aber heute im Foyer der Kölner Oper installiert. Unter seinem Pseudonym „Collofino“ veröffentlichte er ab 1911 Werke wie „Der Tabak in Kunst und Kultur“, Prosa in „Die Geschichten des Collofino“ (1918) oder Humoresken in „Non olet“ (lat.: Es stinkt nicht; 1939). Der „Collofino panaceae magus Coloniensis“ (lat.: der Magier mit dem Zauberkraut aus Köln) vertrieb auch eine Zigarrenmarke namens „Collofino“.
Feinhals war Mitbegründer und 2. Vorsitzender im Sonderbund Westdeutscher Kunstfreunde und Künstler, Mitglied der Kuratorien der Kölner Werkschulen und der Staatlichen Hochschule für Musik, Ehrenvorsitzender der mittelrheinischen Gruppe des Deutschen Werkbunds und initiierte in Köln große Kunstausstellungen (1906 und 1907 in der Flora, 1912 Sonderbund-Ausstellung, „die einen neuen Ausstellungstypus [...] begründete“, 1914 Ausstellung des Deutschen Werkbunds in Köln). Josef Feinhals verstarb 1947 auf Schloss Randegg und wurde – wie auch sein Bruder Fritz – in der Familiengruft auf dem Kölner Melaten-Friedhof beigesetzt.

## Werke

### Prosa
- 1918: Die Geschichten des Collofino: Eine Sammlung merkwürdiger Begebenheiten und rätselhafter Abenteuer …, DNB 573306249.
- 1918: Das Geheimnis des Marchesa oder Giorgione da Castel Franco, DNB 580854132.
- 1925: Schulerinnerungen, ein lustiges Pennälerbrevier, gemeinsam mit Georg Fuchs alias Volpone (1868–1932, Kölner Mundartdichter) DNB 573162581, Privatdruck bei M. Dumont, Köln.
- 1939: Non olet oder die heiteren Tischgespräche des Collofino, DNB 580854140

### Fachliteratur
- 1911: Der Tabak in Kunst und Kultur. [Festschrift] Freunden und Gönnern der Firma Jos. Feinhals aus Anlass ihres 50jährigen Bestehen gewidmet. DNB 362387575.
- 1914: Tabakanekdoten, ein historisches Braunbuch
- 1915: Der Tabak im Kriege
- 1936: Vom Tabak. Ein Spaziergang durch das Raucherparadies

## Ausstellung
- 100 Jahre „Deutsche Werkbund-Ausstellung Cöln 1914“. Die Erfindung des modernen Marken-Designs. (Muster von Zigarren- und Zigarettenverpackungen der Firma Joseph Feinhals, Köln.) Deutsches Verpackungs-Museum, Heidelberg, 13. November 2014 – 30. September 2015.[5]